# Liste linkssozialistischer Zeitungen und Zeitschriften in Westdeutschland
Die Liste linkssozialistischer Zeitungen und Zeitschriften in Westdeutschland umfasst dem Linkssozialismus zugeordnete Periodika aus den westdeutschen Ländern, die vor der Wiedervereinigung (und in wenigen Fällen auch noch danach) erschienen.
Linkssozialistische Formationen sind  ihrer immanenten Logik entsprechend jenseits von sozialdemokratischen und kommunistischen Bewegungen angesiedelt, historisch sind sie aber meist zwischen den beiden Hauptströmungen oder an deren Rändern positioniert. Meist war der Linkssozialismus eine Abspaltung vom sozialdemokratischen Milieu, dissidenter Linkskommunismus ist jedoch deren spiegelbildliche Loslösung von der kommunistischen Weltbewegung. Daher wurden in die Liste auch Periodika trotzkistischer und titoistischer Prägung aufgenommen.
| Zeitraum  | Name                                                                   | Personen | Erscheinungsweise | Auflage                                                 |
| 1947–1955 | Neues Beginnen                                                         | Herausgeber: Alfred Weiland Willy Huhn | bis 1950 monatlich, danach unregelmäßig                                                                               | ca. 500                                                 |
| seit 1948 | Arbeiterpolitik (Arpo)                                                 | Herausgeber: Gruppe Arbeiterpolitik Autoren (Auswahl): Theodor Bergmann Heinrich Brandler                                                                                               | vier bis sechs Ausgaben pro Jahr (Stand 2018)                                                                         |                                                         |
| 1949–1954 | Pro und contra                                                         | Herausgeber: Otto Schlömer Autoren (Auswahl): Willy Huhn Henry Jacoby Leo Kofler Ernest Mandel                                                                                          | monatlich, zeitweilig zweiwöchentlich                                                                                 |                                                         |
| 1951–1952 | Freie Tribüne                                                          | Parteizeitung der Unabhängigen Arbeiterpartei Deutschlands Chefredakteur: Josef Schappe                                                                                                 | wöchentlich | 10.000 gratis verteilt                                  |
| 1950–1959 | Funken                                                                 | Herausgeber: Erna Blomeyer Fritz Opel Fritz Lamm | monatlich | 1.500                                                   |
| 1954–1966 | Sozialistische Politik (SoPo)                                          | Autoren (Auswahl): Wolfgang Abendroth Willy Boepple Erich Gerlach Georg Jungclas Ernest Mandel Jakob Moneta Peter von Oertzen Theo Pirker Jürgen Seifert                                | |                                                         |
| 1955–1969 | Die Andere Zeitung (AZ)                                                | Chefredakteure: Gerhard Gleißberg Rudolf Gottschalk | wöchentlich | zwischen 18.000 und 80.000                              |
| 1955–1969 | WISO                                                                   | Herausgeber: Viktor Agartz | |                                                         |
| 1960–1970 | neue kritik                                                            | Herausgeber: Wolfgang Abendroth Hans-Jürgen Krahl Herbert Lederer Klaus Meschkat Oskar Negt Bernd Rabehl Helmut Schauer Klaus Vack Frank Wolff Karl Dietrich Wolff                      | meist zweimonatlich                                                                                                   |                                                         |
| 1961–1969 | sozialistische hefte                                                   | Herausgeber: Albert Berg im Auftrag des Vorstandes der Vereinigung unabhängiger Sozialisten Gesamtredaktion Karl A. Otto                                                                | monatlich | ca. 2.500                                               |
| 1967–1979 | Berliner Extra-Dienst                                                  | Redaktion: Walter Barthel Martin Buchholz Carl L. Guggomos Hannes Schwenger | zweimal wöchentlich                                                                                                   | 4.000 Abonnenten (1969)                                 |
| 1968–1979 | was tun                                                                | ab Mai 1970 offizielles Organ der Gruppe Internationale Marxisten (GIM) | monatlich (bis 1974) vierzehntäglich (Mai 1974 bis März 1976, Mai 1979 bis 1986) wöchentlich (März 1976 bis Mai 1979) | 2.200 (1982) 9.000 (1974)                               |
| 1969–1997 | links                                                                  | Herausgeber: Sozialistisches Büro Autoren (Auswahl): Elmar Altvater Micha Brumlik Andreas Buro Detlev Claussen Frank Deppe Dan Diner Joachim Hirsch Arno Klönne Wolf-Dieter Narr        | monatlich ab Juli/August 1994 zweimonatlich                                                                           | etwa 8.000 (1969) über 12.000 (1974) unter 6.000 (1984) |
| 1972–1977 | Der lange Marsch                                                       | Redaktion: C.R. Lamsche Autoren (Auswahl): Wolf Biermann Heinz Brandt Peter Brückner Rudi Dutschke Erich Fried Wolf-Dieter Narr Theo Pirker Otto Schily Günter Wallraff Peter-Paul Zahl | unregelmäßig | 4.000                                                   |
| seit 1972 | Express – Zeitung für sozialistische Betriebs- und Gewerkschaftsarbeit | Herausgeber: Sozialistisches Büro (bis 1997) Autoren (Auswahl): Rainer Erd Heiner Halberstadt Walther Müller-Jentsch Eberhard Schmidt Edgar Weick                                       | zehnmal jährlich | 4.000 Abonnenten (1969)                                 |
| seit 1972 | Sozialismus                                                            | Herausgeber: Heinz Bierbaum Joachim Bischoff Klaus Bullan Frank Deppe Michael Wendl Sost e. V.                                                                                          | monatlich | 2.500                                                   |
| 1978–1982 | Die Neue                                                               | Herausgeber: Walter Barthel Carl Guggomos Autoren (Auswahl): Martin Buchholz Horst Tomayer                                                                                              | täglich ab Anfang 1982 wöchentlich                                                                                    |                                                         |
| seit 1986 | SoZ – Sozialistische Zeitung                                           | bis 2000 Parteizeitung der Vereinigten Sozialistische Partei | zweiwöchentlich ab Anfang 2001 monatlich                                                                              |                                                         |